# 벽성군
벽성군(碧城郡)은 조선민주주의인민공화국 황해남도 남부에 있는 군이다.

## 지리
서쪽은 태탄군과 옹진군, 남쪽은 강령군, 동쪽은 해주시와 신원군, 북쪽은 신천군으로 둘러싸여 있다. 동남쪽으로 강령군과 해주시 사이에 황해와 면해 있다.
해주만을 둘러싸고, 중앙에 해주시가 자리잡고 있는 형세였으나 현재는 많은 지역이 분리되어 해주만의 끝만 둘러싸고 있다. 군의 북부 일대는 수양산맥이 동서로 길게 뻗어 운달산(雲達山, 581ｍ), 중앙에 수양산(首陽山/雲留峯, 945ｍ), 서부에 달마산(達磨山, 596ｍ) 등 여러 고산준봉이 솟고 남사면에 동서 약 30km의 대단층애를 보이며 해안에 연하여 4~10km 너비의 해안평지가 있고, 동쪽의 화양강, 서쪽의 광탄천을 비롯하여 어사천·읍천·신광천·취야천 등이 각각 유역에 충적평야를 이루고 있다. 해안은 리아스식 해안으로 동부에 청룡반도, 서부에 장상(掌狀)의 동강반도의 돌출로 해주만이 깊숙이 만입하고 만구의 끝에 위치한다.

## 역사
본래 마한의 영역에 들어 있다가 삼국 시대에 들어와서 백제의 영역이 되었다. 313년(미천왕 14)부터는 고구려에 소속되어 내미홀군(內米忽郡) 또는 지성(池城)·장지(長池)라고 불렸다. 신라 시대 757년(경덕왕 16)에 폭지군(瀑池郡)으로 개칭되었다. 해주라는 지명은 고려 태조가 이 군의 남쪽이 바다에 임하였다고 하여 내려주었다고 전한다. 조선 시대에 들어와 1616년(광해군 8) 해옥사건(海獄事件) 때문에 군으로 강등되었는데, 이때 벽성이라 부르게 되었다. 갑오개혁 이후 해주군에 속해 있었다.
- 1938년 10월 1일 해주부 신설로, 해주군을 벽성군으로 개칭하였다.[2]
- 1943년 10월 1일 서석면 일부를 해주부에 편입하였다.[3]

| 조선총독부령 제296호                 |             |
| 구 행정구역                          | 신 행정구역 |
| 벽성군 서석면 읍청리, 동양리, 율동리 | 해주부 일부 |
- 1945년 9월 2일 : 미국과 소련이 38선을 경계로 한반도를 분할 점령함으로써 내성면·일신면·추화면·청룡면·동강면·송림면·해남면과 영천면의 일부를 제외한 벽성군 전 지역이 소련군정 관할 아래 들아갔다.[4]
- 1945년 11월 4일 미군정이 38선 이남의 황해도 지역을 경기도에 편입하면서 남측의 벽성군이 폐지되었다.[5][4]

| 군정법률 제22호 시도직제                                  |                    |
| 구 행정구역                                               | 신 행정구역        |
| 황해도 벽성군 내성면(영천면 합면), 일신면, 추화면, 청룡면 | 경기도 연백군 일부 |
| 황해도 벽성군 동강면, 송림면, 해남면                      | 경기도 옹진군 일부 |
- 1947년 북측에서 벽성군청을 구 취야리로 이전했다.
- 1952년 신원군, 청단군, 강령군이 신설되며 일부지역이 분리되었다.
- 1954년 황해도가 2개 도로 나뉘면서 황해남도에 속하였다.
- 1961년 벽성군 신광리를 해주시에 편입하였다.

## 행정 구역
2000년 1월 현재 행정구역은 1읍(벽성읍(碧城邑))과 21리(내호리(內湖里), 도현리(道峴里), 대성리(大成里), 룡정리(龍井里), 백운리(白雲里), 사현리(士峴里), 상림리(桑林里), 서원리(書院里), 석담리(石潭里), 석동리(席洞里), 장현리(長峴里), 장천리(獐川里), 죽천리(竹川里), 통산리(通山里), 쌍암리(雙岩里), 안곡리(安谷里), 옥정리(玉井里), 원평리(原坪里), 월봉리(月峯里), 월현리(月峴里), 남창리(南艙里))로 이루어졌다.

## 산업
농산물로 쌀·밀·조·두류·소·돼지·고치 등 생산이 많고,
광업으로는 해주광산(大車面)의 금·은광, 소연평도의 티탄철·자철·침철광 등이 저명하고 제조업으로는 취야의 정미·양조업, 해주 부근의 도자기 공업 등이 있다.
군내 상업은 청단·취야·지경·죽천·온천·통산·충암(忠岩) 등 7개 정기시(定期市)를 통하여 상품 거래가 행해지고 그 중 취야·온천은 도내 5대 시장에 드는 큰 시장이다.